# رد لیک، مینه‌سوتا
رد لیک (به انگلیسی: Red Lake) یک منطقهٔ مسکونی در ایالات متحده آمریکا است که در شهرستان بلترامی، مینه‌سوتا واقع شده‌است. رد لیک ۱۳٫۱ کیلومتر مربع مساحت و ۱٬۷۳۱ نفر جمعیت دارد و ۳۶۹ متر بالاتر از سطح دریا واقع شده‌است.